# Eternal Love (film 1917)
Eternal Love è un film muto del 1917 diretto e interpretato da Douglas Gerrard. Prodotto dalla Butterfly Photoplays, il film aveva come altri interpreti Ruth Clifford, George Gebhardt, Edward Clark, Dan Duffy, Grace Marvin e Myrtle Reeves.

## Trama
Arrivando in Bretagna dove si è recato alla ricerca di ispirazione, il pittore Paul Dachette trova la sua musa in Mignon, una ragazza orfana che acconsente a fargli da modella. I due si innamorano e Paul le giura eterno amore: quando finisce il ritratto che le ha fatto, le dona un anello, promettendole di restarle fedele per sempre. Ritornato a Parigi, però, la vita disordinata e caotica del Quartiere Latino gli fa dimenticare ogni promessa e le sue buone intenzioni. Al villaggio, intanto, Mignon, viene a sapere che Paul è rimasto ferito in un incidente. Decide di raggiungerlo ma, senza denaro per il viaggio, è costretta a fare tutta la strada a piedi. Stremata, giunge a Parigi dove crolla davanti alla porta di Blanc, il fornaio. L'uomo, impietosito, le offre un rifugio. Quando finalmente Mignon rivede Paul, lo trova nel suo studio, tra le braccia di due modelle. In preda alla disperazione, vuole annegarsi, ma viene salvata dall'anziano François Gautier, un famoso pittore che la porta a casa sua, dove Mignon viene trattata come una figlia. Alla sua morte, Gautier lascia i suoi beni alla ragazza che diventa così una ricca ereditiera. Paul, venuto a sapere della fortuna di Mignon, chiede di vederla ma lei tronca ogni loro rapporto. Il pittore, disperato, vaga alla cieca per Parigi anche se sulla città si sta scatenando un forte temporale. La mattina dopo, viene trovato mezzo morto. I suoi amici rintracciano Mignon che, al suo capezzale, lo perdona, accettando di sposarlo.

## Produzione
Il film fu prodotto dalla Butterfly Photoplays (branca della Universal Film Manufacturing Company)

## Distribuzione
Il copyright del film, richiesto dalla Universal, fu registrato il 20 aprile 1917 con il numero LP10607. Distribuito dalla Universal Film Manufacturing Company, il film uscì nelle sale cinematografiche statunitensi il 7 maggio 1917.
Non si conoscono copie ancora esistenti della pellicola che viene considerata presumibilmente perduta.